# Punta Falconera
La punta Falconera es un cabo del litoral del municipio de Rosas (provincia de Gerona, Cataluña, España), en la Costa Brava, situado al sur de la península del cabo de Creus, en el extremo norte del golfo de Rosas. Separa la bahía de Montjoi, al este, y las calas de Canyelles Grosses y Canyelles Petites, al oeste. Debe su nombre a la presencia histórica de halcones y cernícalos en la zona.
El pronunciado saliente de este cabo es el punto más meridional de la península del cabo de Creus y hace que la acción del mar y del viento facilite una costa arenosa al este y, en cambio, una rocosa al oeste.
El paraje es un área protegida de gran riqueza natural, terrestre y marina, que forma parte del parque natural del Cabo de Creus.

## Uso militar
Desde este cabo se tiene dominio visual de todo el golfo de Rosas y el interés estratégico de este hecho motivó el uso histórico del lugar como punto de vigilancia del tráfico marítimo. Entre 1944 y 1993 fue ocupado por el ejército español, que construyó una batería de costa formada por cinco búnkeres. Esta batería formaba parte del plan de fortificaciones del eje pirenaico (conocido como Línea P o Línea Gutiérrez) decidido por la dictadura franquista para prevenir una posible invasión aliada durante la Segunda Guerra Mundial. La presencia militar evitó que el paraje fuera dañado por la especulación urbanística.